# 黃臀鋸脂鯉
黃臀鋸脂鯉，為輻鰭魚綱脂鯉目脂鯉亞目锯脂鲤科的其中一個種。分布於南美洲委內瑞拉奧里諾科河流域，體長可達13.8公分，棲息在底中層水域，生活習性不明，可作為觀賞魚。

## 扩展阅读
維基物種上的相關：黃臀鋸脂鯉